# تپه خارابالیق ۱
تپه خارابالیق ۱ مربوط به سده‌های اولیه دوران‌های تاریخی پس از اسلام - سدهٔ ۱۲ ه.ق است و در شهرستان گرمی، بخش مرکز ی، دهستان اجارود مرکزی، روستای آزادلی واقع شده و این اثر در تاریخ ۲۶ اسفند ۱۳۸۶ با شمارهٔ ثبت ۲۲۲۴۹ به‌عنوان یکی از آثار ملی ایران به ثبت رسیده است.